# Вулиця Калініна (Донецьк)
Вулиця Калініна — одна з вулиць міста Донецька. Розташована між вулицею Григоровича та проспектом Бикова.

## Історія
Вулиця названа на честь радянського партійного та державного діяча Михайла Калініна.

## Опис
Вулиця Калініна знаходиться у Куйбишевському районі. Починається від проспекту Бикова і завершується вулицею Григоровича. Довжина вулиці становить близько трьох із половиною кілометрів.